# مسجد کبود (مزار شریف)

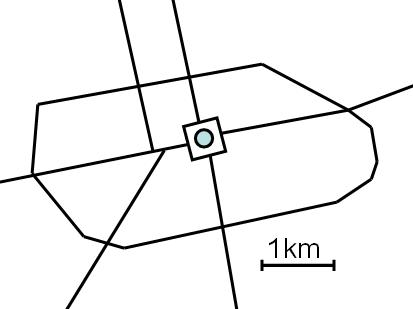
مسجد کبود در مزار شریف

سر در مسجد کبود مزار شریف، شعری از عبدالرحمان جامی

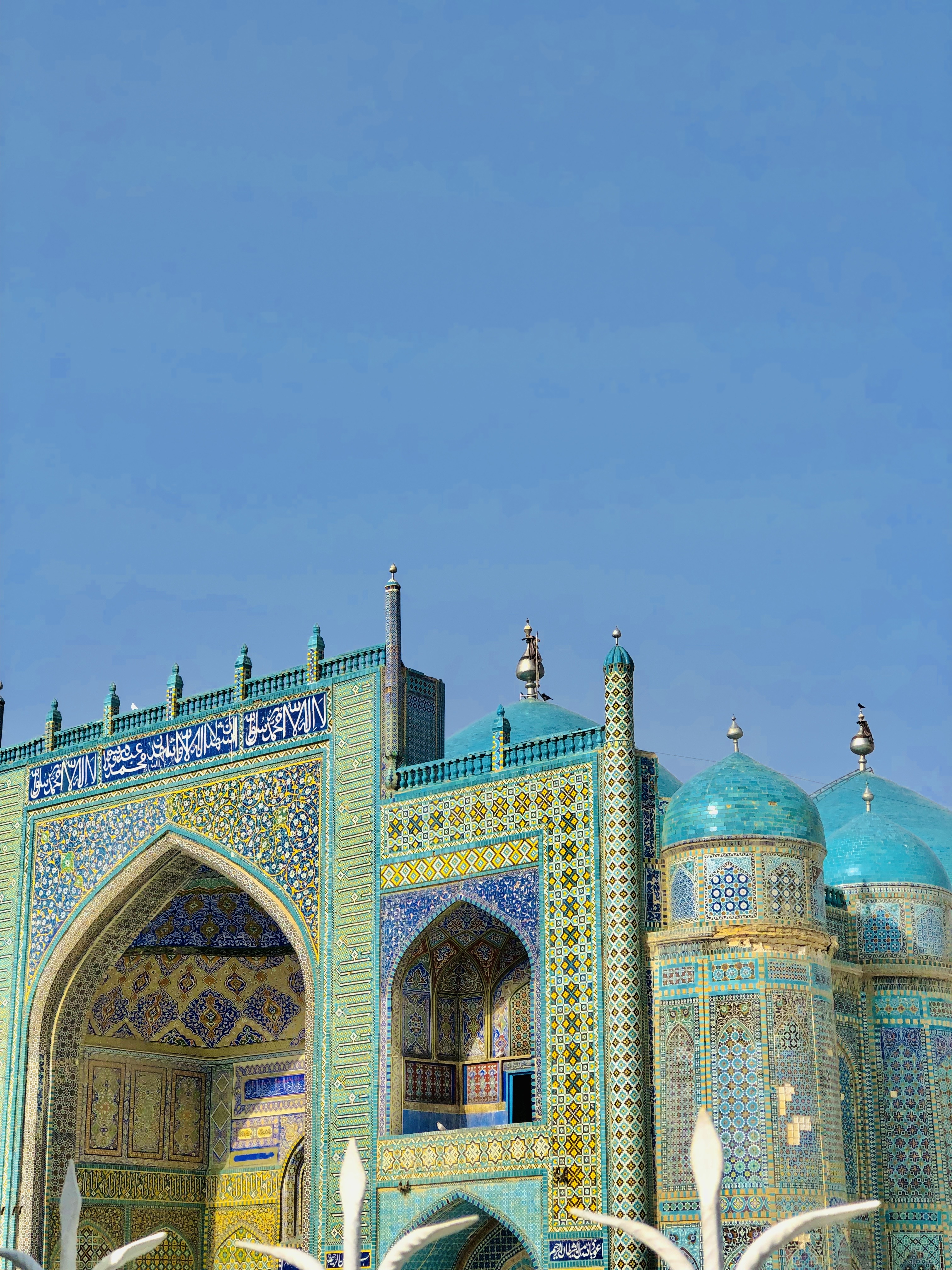
یکی از طاق‌های مسجد آبی

روضه مبارک حضرت علی، معروف به مسجد کبود یا روضه شریف Rawze-e-Sharif، زیارت علی Ziyarat-e-Alī یا زیارت سخی در مزار شریف در شمال ولایت بلخ افغانستان واقع شده و یکی از مهم‌ترین بناهای تاریخی در افغانستان و مرکز جشن عید نوروز در شمال افغانستان است. 
با وجود اینکه به اعتقاد اکثر شیعیان مقبرهٔ علی بن ابی‌طالب در شهر نجف عراق به خاک سپرده شده، اما برخی روایات تاریخی و مشهور حکایت از آن دارند که پیکر وی به‌طور پنهانی به شمال بلخ منتقل شده و در قرن ششم هجری به کشف رسیده‌است.
برخی روایات دیگر نیز مدعی هستند، آرامگاه زرتشت، در ولایت بلخ افغانستان و در شهر مزار شریف می‌باشد و مزار شریف را به این خاطر گفته‌اند که مردم می‌دانستند که یک مزار شریفی در شهرشان وجود دارد که برای حفظ آن بایستی یک نام مقدس و سپنتایی به آن بدهند.
در روایت دیگری نیز، کتاب الفخری فی انساب الطالبین (نوشته شده در اواخر قرن ششم قمری) روضه شریف را محل دفن شخص شریفی می داند به نام ابوالحسن علی بن ابی طالب که نسب اش به امام سجاد (ع) می رسد که هم نام و هم کنیه و هم نام پدرش مشابه جد اش حضرت علی(ع) بوده است
در کتاب تُحفَة الاَلباب و نخبة الإعجاب ( ۵۵۷ قمری ) نوشته شده است که، قبر منسوب به علی(ع) در سال۵۳۰ هجری قمری در قریه «خیر» ناحیه بلخ آشکار شد. سلطان سنجر از مرو پايتخت خود به والي بلخ دستور داد كه موضوع را تحقيق و كنجكاوي كند. امیر بلخ به همراه علمای بلخ به آنجا رفت و قبر مذکور را یافت درحالی که در آن نوشته شده بود «این محب پیامبر، علی است»
پس از این وقایع سلطان سنجرسلجوقی، بارگاهی را در این مکان بنا کرد. بنایی که سلطان سنجر بر مرقد ساخته بود، در حمله چنگیز (۶۱۷ قمری) به بلخ ویران شد. این خرابه،تا زمان سلطان حسین بایقرا به تل علی یا تل خواجه خیران معروف بود.
حرم فعلی توسط سلطان حسین بایقرا و امیر علی شیرنوایی در ۸۸۵ هجری ساخته و پس از آن بارها مورد مرمت و نوسازی قرار گرفته و موجب پیشرفت چشمگیر شهر و تبدیل آن به مرکز ولایت شده‌است. همه ساله صدها هزار زائر برای ادای احترام به این بارگاه می‌روند.
داستان‌های زیادی از کرامات این مزار بین مردم گفته می‌شود. حتی بی‌بی گوهرشاد همان بانوی باکرامتی که مسجد گوهرشاد را در کنار حرم امام رضا ساخت،بعدها از این روضه‌ی مبارکه حاجت گرفت و آن را بازسازی کرد. به همین سبب، مسجد گوهرشاد در مشهد و روضه‌ی مبارکه در مزارشریف،بسیار شبیه یکدیگرند.

## تاریخچه

### جابه‌جایی پیکر علی بن ابی‌طالب از نجف به بلخ
چون ابومسلم خراسانی در رمضان سال ۱۲۹ برابر بهار سال ۱۲۶ خورشیدی، به طرفداری خاندان نبوت از روستای سفید مرو، قیام نموده و با کارگزاران بنی‌امیه جنگید، مرتب پیش می‌رفت و چون بنی‌امیه داشتند می‌شکستند، او به امام جعفر صادق پیشنهاد کرد که اگر صادق به مسند خلافت راغب باشد، ابومسلم می‌تواند شرایط آن را برایش مهیا کند.
جعفر صادق در پاسخ گفت: «که از ما هر کس خروج کرده، به درجهٔ شهادت رسیده بنابراین ما را به فرمان‌روایی و خلافت رغبتی نیست، و به پیک فرمودند به ابومسلم بگو اگر می‌خواهد در این خاندان خدمت شایسته‌ای به‌جا آورَد، کالبد مبارک جد بزرگوارم را که در صندوقی در نجف اشرف مدفون است، به بلخ برَد، تا پس از آن که فتنهٔ بنی‌امیه فرونشیند و دولتشان ورافتَد، به مدینهٔ برده شود، و مقصود حضرت این بود که اگر جنگ به درازا کشد و برخی شهرها دست به دست بگردد، پیکر مطهر از دست‌برد بنی‌امیه محفوظ باشد و در جای دور امنی گذاشته شود».
چون این دستور به ابومسلم رسید، به عیاران کارآزموده‌اش فرمود که به این کار بشتابند و ایشان آن صندوق را پنهانی از نجف برداشته با شتر به مرو شاه‌جهان بردند و در محلی موسوم به کوه نور گذاشته و بعداً وارد بلخ کردند، و در آبادی خواجه خیران -که در خاور بلخ و سه فرسنگی‌اش واقع است- مخفیانه به خاک سپردند، و لوحی نیز رویش نهادند.
بعدها به واسطهٔ سرگرمی ابومسلم به جنگ، و قلع‌وقمع بنی‌امیه و سرانجام دادن امور خلافتی در ابتدای دولت بنی‌عباس و قتل نابهنگامش موضوع انتقال جسد یا اظهار و اعلان جای دفن در بلخ ممکن نشد، و مدفن پنهان بود.

### هویدا شدن آرامگاه
هنگامی که در زمان هارون‌الرشید طبق گفتهٔ پیر معمر که به هارون اظهار داشت، معلوم شد که جسد در نجف مدفون بوده، هارون بارگاهی در آن‌جا ساخت و مردم متوجه بدانجا گردیدند، از این رو نام بلخ ظهوری نیافت، و آن روی‌داد فراموش شد.
در زمان سلطان سنجر فرزند ملک‌شاه سلجوقی که از ۴۹۶/۶۷ تا ۵۰۶/۷ خورشیدی پادشاهی کرد، در سال ۵۱۴/۱۵ خورشیدی، در دفتر معاملات ابومسلم، مطالبی در این باره یافت شد، از جمله موضوع درخواست‌نامه‌ای که در این باب برای جعفر صادق فرستاده شده و جواب صادق به دست آمد، و جابه‌جایی بدن و خاک‌سپاری در ده خواجه خیران را فهمیدند؛ از طرفی چهارصد نفر از سادات و بزرگان بلخ در یک شب حضرت را در نزدیکی روستای خیران خواب دیده، که بالای صفه‌اش ایستاده‌بود و می‌فرمود سال‌ها است ما در اینجا می‌باشیم و کسی آگاهی ندارد، باید به شاه اطلاع دهید که گور ما را ظاهر سازد تا مردم به زیارتمان بیایند.
پس از پیدایش دفتر ابومسلم و کشف خواب بزرگان، سلطان سنجر از مرو پایتخت خود به امیر قماج، والی بلخ، دستور داد که موضوع را بپژوهَد و کنج کاوَد، او نیز با وجود مخالفت برخی دانایان بلخ و انکار وجود نسا در آن‌جا به قریهٔ خیران آمده و در روی پشته‌ای که به نام تل علی معروف بود، شروع به کاوش کردند. پس از اندکی کندوکاو به گنبد کوچکی با دریچهٔ پولادین و قفل نقره برخوردند و خیلی شادمان شدند، و با جمعیت علما گشودندش و داخل حجره رفتند، صندوقی پولادین دیدند که بر روی آن قرآنی به خط کوفی بر پوست آهو همراه با شمشیری بزرگ و سنگی بود و بر سنگ نوشته‌بودند: «هذا قبر ولی‌الله علی اسدالله». سپس صندوق را باز کردند، بدن علی را دیدند تر و تازه، حتی ناخنها و مویها کاملاً صحیح و آثار زخم نیز بر پیشانی نمایان بود. برخی که مشاهده و زیارتش کردند از هوش رفتند.

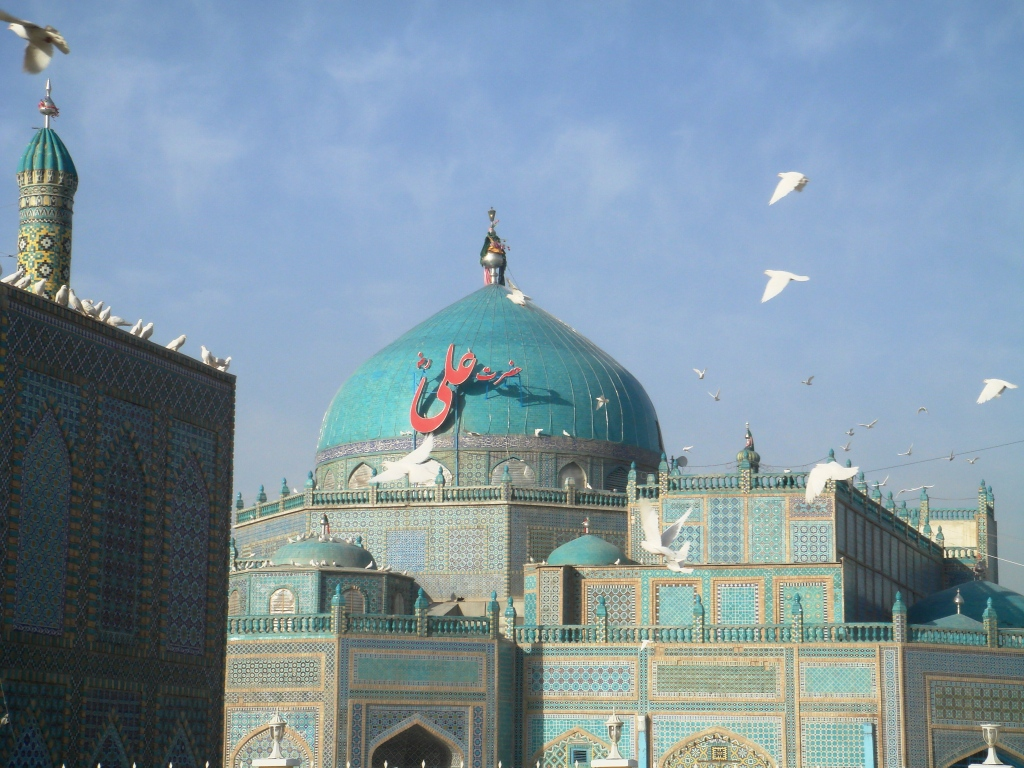
نمایی از روضه شریف، زیارت حضرت علی مزارشریف

مردم از این قضیه مهم غریو و فریاد تکبیر و شادی بلند نمودند و نذرها و نیازها تقدیم کردند و چون خبر به سلطان سنجر رسید او نیز برای عتبه‌بوسی حرکت کرد و پنجاه هزار دینار زر سرخ پیش‌کش آن‌جا و خادمانش نمود. وی خواست صندوق را با خود به مرو برد و آن‌جا به خاک سپارد و بارگاهی بسازد، ولی دانایان و همهٔ مردم جدّاً مانع شده و درخواستند در همان‌جا بماند. او هم از تصمیمش منصرف شد و ساختمان کوچکی خشتی در آن‌جا نموده تصمیم داشت بارگاه بسیار باشکوهی برایش بسازد، ولی به واسطهٔ گرفتاری به جنگ و اسارت در دست غزان و کدورت بسیار نتوانست و در سال ۵۳۵/۳۶ خورشیدی درگذشت.

### ویران شدن بارگاه
در زمان چنگیزخان که در همهٔ شهرهای ایران کشتار و تاراج زیادی کردند و به اماکن مذهبی توهین‌ها وارد آوردند و حرمت‌ها شکستند، مردم بلخ را هم کشتار جمعی نمودند. بعضی از اهالی آن‌جا برای این که توهینی به محل دفن علی وارد نشود، ساختمان سنجر را ویران نموده و آثار و نشاه‌ها را از میان بردند و آن مکان را به نام پیشینش، تل علی یاد می‌کردند و به این ترتیب باز نامش محو شد، و شهر بلخ هم بعداً روی آبادی ندید.

### باز آشکار شدن آرامگاه و بنای شهر مزار شریف
سال ۸۵۹/۶۰ ه‍.ش طبق آنچه در کتاب حبیب‌السیر و روضةالصفا نیز نوشته شده، هنگام پادشاهی سلطان حسین بایقرا که امیر بایقرا برادرش حکومت بلخ را داشت، شمس‌الدین محمد از نوادگان بایزید بسطامی از کتاب‌خانهٔ ملتان هند تاریخی بدست آورد که زمان سلطان سنجر نوشته شده و ماجرای مدفن علی را نیز شرح داده بود. شمس الدین محمد به میرزا بایقرا ارایه‌اش داد و او مِهان را گرد آورد. او با حضورشان آغاز به کاویدن کردند تا آن که در همان تل آثار را دیدند و سپس سنگ قبر نمایان شد که نوشته بود: «هذا قبر اسدالله الغالب اخ رسول‌الله علی ولی‌الله» و فریاد و غریو شادی مردم بلند شد.
میرزا بایقرا خدمت سلطان حسین پیکی فرستاد. سلطان نیز وزیر خود امیر علیشیر نوایی را برای پژوهیدن فرستاد واو پس از زیارت آن مکان و برگشتش به هرات موضوع را تأیید نمود و سلطان حسین به زیارت آن‌جا حرکت کرد و غلتان غلتان و با گریه‌وزاری برای زیارت آمد و اشعاری که سروده‌بود، خواند که تَهَش این است:
بر درت آمد گدای بینوا سلطان حسین
رحم کن بر حال این مشتاق ای شاه کرام
و بیماری بادکُنجش برطرف شد، سپس خواست صندوق را به هرات برد ولی استخاره موافقت نکرد و دانایان هم نقل آن را توهین و حرمت‌شکنی دانسته، اجازه ندادند. در پی آن سلطان حسین آغاز به ساختن گنبد و بارگاهی در آن‌جا کرد، و ابتدای وضع ساختمان کنونی را او انجام داد. او برای آبادانی آن‌جا ساختمان‌هایی کرد و بازاری درست کرد و صد خانوار از مِهان هرات را بدان‌جا فرستاد، و جویی از رودخانهٔ بلخ جدا ساخته و بدان‌جا آورد که «نهر شاهی» نامیده گردید و آن را وقف بر روضهٔ فرخنده نمود و تولیت و سرپرستی را به سید تاج‌الدین اندخوئی واگذار کرد، و نهر خضرآباد هم که سلطان سنجر وقف کرده‌بود و پس از آن از بین رفته‌بود را باز کنده و آب آورد. مردم نیز از اطراف بدان‌جا روی آورده و ساختمان‌های زیادی ساختند و شهر بزرگی شد و به مزار شریف مشهور گردید.

### تعمیرات پسین
سپس نیز شاهان تعمیرات و موقوفاتی کردند، از جمله عبدالمؤمن خان بن عبدالله خان ازبک یازدهمین امیر شیبانی، گنبدی ساخت. ولی محمد خان بن جانی خان دومین امیر دودمان جانی که حدوداً از ۱۰۱۴ تا ۱۰۱۷ پادشاهی کردند، آرایش‌هایی در ساختمان‌ها و داخل روضه و نیز باغ‌هایی ساختند. در زمان محمد مقیم خان بن سبحانقلی خان -حاکم بلخ- زمین‌لرزه‌ای رخ داد و گنبد واپاشید و او باز به حالت کنونی‌اش درست کرد. کاشی کاری‌اش نیز از سال ۱۲۸۷ در زمان حکومت امیر علم خان به دست استاد سمیع سمرقندی آغاز شد، و امیر به گونه‌ای که آمده، می‌نویسند، شیعه بوده و تاریخش را نیز نوشته  و ماده‌تاریخ در شعر آخر و این است:
علم غلام علی هست مبدأ تاریخ

ولی بکش «دل» از او زان‌که دل به جانان داد
عبارت «علم غلام علی» در شمار ابجد، ۱۳۲۱ بوده، و «دل» که ۳۴ است باید از آن کم شود برابر ۱۲۸۷ می‌شود. چند ماده‌تاریخ دیگر نیز در اطراف نوشته شده‌است.
امیر عبدالرحمن خان نیز تعمیراتی در آن نمود و با خود نذر کرده‌بود که اگر پادشاهی بش رسد، نشان پادشاهی و رسمی خود را شکل مسجد و روضهٔ خجسته بگزیند، و در پس نیز که به زیارت رفت، زیارت‌نامهٔ مفصلی خواند و دستور داد همان را روی دو تخته مس تراشیدند و جلو درهای ورودی نصب کردند -که اکنون نیز در آن‌جا هست-.
محمد ظاهرشاه پادشاه اخیر افغانستان نیز سال ۱۳۱۹ نوسازی‌ها و تزییناتی در ایوان ورودی و دیگر بخش‌ها انجام داد.
کلاً همهٔ شاهان و میران افغان و همهٔ مردم افغان تا کنون نسبت بدان مکان ابراز علاقه کاملی کرده‌اند، چنان‌که حاج ملا علی گنابادی نورعلیشاه ثانی پس از مسافرت و گردش هفت ساله‌اش -که مدتی هم در آن‌جا به سر برده‌بود- نقل کرده که زنان ترکمن از پیرامون بچه‌های بیمارشان را بر پشت گرفته و برای زیارت و طواف می‌آمدند و می‌گفتند: سخی شاه مردان اوقلیم شفا وردی یعنی ای سخی شاه مردان! فرزندم شفا ده! و اتفاقاً شفا هم داده می‌شد!
سطور فوق نگاشته‌ای است از حاج سلطان حسین تابنده گنابادی (رضا علیشاه) قطب صوفیان نعمت‌اللهی سلطانعلی شاهی (وفات ۱۳۷۱ شمسی) که در اواخر دههٔ چهل خورشیدی به مزار شریف سفری داشته‌است و حاصل سفر و مطالعات خود را طی یک گزارش در اردی‌بهشت ماه سال ۱۳۳۹خورشیدی در شمارهٔ نخست از دورهٔ چهارم نشریهٔ «مجموعهٔ حکمت» که در شهر قم نشر می‌یافته، منتشر کرده‌است. او کتابی نیز به نام گردش در افغانستان و پاکستان دارد.

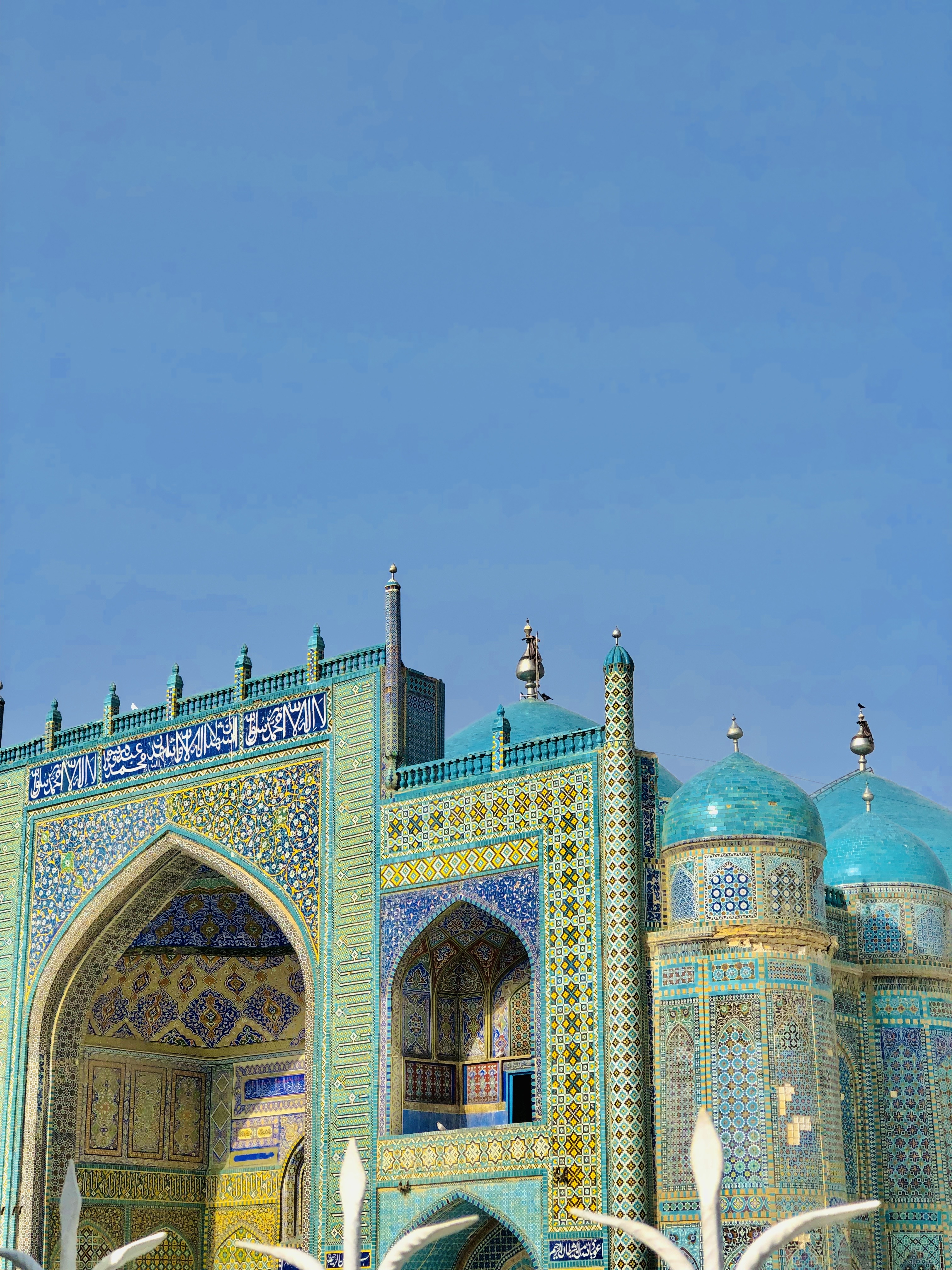
بارگاه حضرت علی، ۲۰۲۴، مزارشریف، افغانستان

در سال ۱۳۹۶ با تصمیم مقامات محلی بلخ و کمیسیون ساخت مسجد نو، مسجد قدیمی روضه شریف که در سال ۱۳۳۶ و با گنجایش ۲ هزار نفر ساخته شده بود برای افزایش گنجایش به هفت هزار نفر تخریب شد. آغاز ساخت مسجد نو به مساحت ۴۵۰۰ متر مربع و با گنجایش ۷۵۰۰ نفر در آغاز سال ۱۳۹۶ از سوی رئیس‌جمهور افتتاح شد. مقامات ادعا کرده‌اند که محراب این مسجد که در واقع دروازه غربی روضه شریف هست و بیش از ۱۴۰ سال قدمت دارد نگهداری می‌شود.

## مسجد کبود کنونی
بارگاه از کاشی ساخته شده و در میان صحن فراخی با چهار در بزرگ قرار دارد که همه از کاشی است. صحن هم چهار در، در هر چهار سو و روبه‌روی هم دارد، که هر کدام رو به خیابانی گشوده می‌گردد. توی روضه نیز با ایوانش نقاشی دارد که به فرمان محمد ظاهرشاه انجام شده و در جلو درهای ورودی رواق فراخ سقف پوشیده‌ای است که برای مسجد بنا شده، و نماز جماعت آن‌جا گزارده می‌گردد. ضریح هم خیلی بزرگ و دراز است و زیارت کنندگان با نهایت فروتنی و افتادگی برای زیارت بدان‌جا می‌آیند. در قسمت قبلهٔ ضریح قرآن‌های فراوانی برای قاریان گذاشته شده‌است و هنجار روضه این است که سر مغربی، پس از گزاردن نماز مغرب درها را می‌بندند و پگاه باز می‌کنند، و کل شب بسته‌است.

## آرامگاه نجف اشرف
ظهور قبر بنا به قولی در زمان جعفر صادق شد؛ منصور دوانیقی به صادق گفت که ابومسلم مروزی می‌خواست از تو دربارهٔ مدفن علی بپرسد، و صادق در جواب منصور محل آن را نشانش داد.
به قولی در زمان موسی کاظم آشکار شد، که هارون روزی به شکار رفت و چند آهو را پی‌گیری نمود و آن‌ها در غری -که نجف کنونی است- به تپه‌ای پناه بردند و بازها و سگ‌های شکاری هم نزدیکشان نرفتند. هارون سبب را پرسید، برخی گفتند از پدرانمان رسیده که پیکر علی در این حدود خاک است. هارون از موسی کاظم سؤال کرد، او هم تصدیق کرد. حتی پاره‌ای می‌نویسند که چون هارون ازشان شنید، دستور داد که روی تپه را کاویدند و پیکر علی را زخم‌خورده دید و پایش را بوسید و در احترام آن‌جا کوشید و ساختمانی کرد و مرتب به زیارت می‌رفت.
از قول اول هم معلوم می‌شود که ظهور قبر در زمان منصور بوده نه پیش از بنی‌عباس و در آن هنگام بنی‌امیه سقوط کرده بودند، و خطر نبش گور در میان نبود؛ همچنین انتخاب بلخ که از مدینه بسیار دور است، با قصد این‌که باز نسا را به مدینه برگردانند، بعید به نظر می‌رسد.

### نظرات دیگر
گفته‌های دیگری هم در این باره یاد شده، چنان‌که در سلطنةالحسین آمده، بعضی گمان کردند که در دارالاماره کوفه دفن شده و بعضی از عامه گفتند که جنازه را در تابوتی با شتر به طرف مدینه حمل کردند که در آن‌جا دفن کنند ولی شبی شتر در راه گم شد و کسی بر او دست نیافت و گفتند که در پس ابرها پنهان شد و بعضی ذکر کردند که حضرت را در صندوقی نهاده و بر شتر سوار کردند و شتر را رها نمودند و او به بلاد طی رفت، مردم که آن را دیدند گمان مالی به صندوق بردند و آن را دفن نمودند که اگر صاحبش پیدا شود به او مسترد دارند و شتر را نحر کردند و خوردند و این قول را بنی‌امیه معتقد بوده و آن را شهرت دادند که ولید در این باب گفته:
فإن یک قد ضل البعیر بحمله
فما کان مهدیاً ولا کان هادیاً
و نیز یاد کنند که در تازگی مزاری برای علی در چهارجوی بخارا بعض عامه می‌ساختند و بیست سال است که پیدا شده و چند سال قبل مشغول عمارت صحن بودند و در هند نیز مزار علی هست و بعضی هم مزار بابانانک را از آن علی دانند.
آورده‌اند که امام عبدالله از فقهای مسلم بلخ، در این مسئله مخالفت کرده و گفته‌بود که: «آوردن جسد حضرت شاه مردان با این همه راه دور، از امکان بعید بوده و چنان‌که مشهور است قبر حضرت شاه در کوفه یا در آمل یا در کرخ بغداد یا در نجف یا در عدن خواهد بود.».
در پاورقی آن می‌نویسند: «غیر از این مقامات در بعضی مواضع دیگر هم به نام حضرت شاه آثار و عمارات موجود است، و مسلمین از اعتقاد راسخی که به جناب شاه ولایت دارند، آن مقامات را به اسم قدمگاه شاه مردان یا زیارت سخی و غیره احترام می‌کنند. از آن جمله یک موضع در شمال مغرب شهر حالیهٔ کابل نیز موجود و موسوم به زیارت شاه مردان است» و بعداً می‌نویسد: «ولی این مقامات در حقیقت مربوط به شاه مردان نیست بلکه خرقهٔ حضرت رسول (ص) را هنگام عبور از کابل در سال ۱۱۸۲ توسط شاه بابا در آن‌جا گذاشته‌بودند و بعداً شرح آن را در آن‌جا ذکر می‌کند.»
بر زمینی که نشان کف پای تو بود
سال‌ها سجدهٔ صاحب نظران خواهد بود

## آرامگاه زرتشت پیامبر
به گفته اردشیر خورشیدیان، آرامگاه اشوزرتشت در افغانستان و در مزار شریف واقع می باشد. همان جائی که بنا به باور شیعه،‌که بیشتر مردم این شهر هستند، آرامگاه علی بن ابی طالب می باشد. در حالی که مقبره علی بن ابی طالب در عراق واقع است و از نظر تاریخی هرگز ایشان به افغانستان گذر نکرده اند…
برای این به این شهر مزار شریف گفته اند که مردم می دانستند که یک مزار شریفی در شهرشان وجود دارد که برای نگهداری آن بایستی یک نام مقدس به آن بدهند، نام باستانی شهر مزارشریف هم بلخ بوده و این استان هنوز هم بلخ نام دارد و در اوستا مکررا ذکر شده که بلخ محل پادشاهی شاه گشتاسب بوده، که اشوزرتشت دین خود را ارائه و تبلیغ می کرده، و در این شهر نیز به شهادت رسیده است.

## نگارخانه

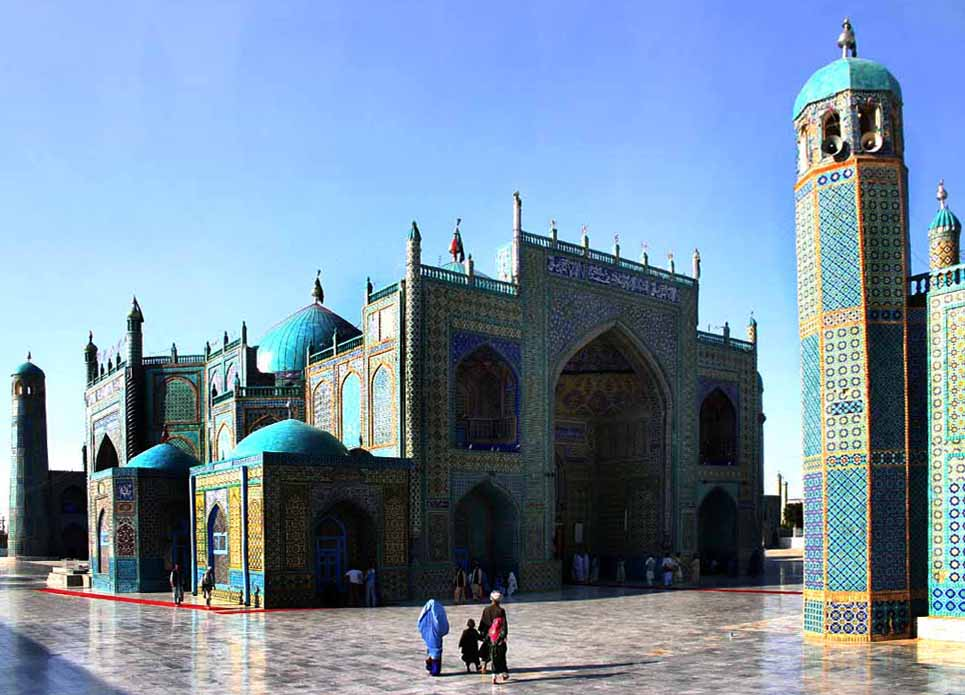
دورنمای مسجد کبود
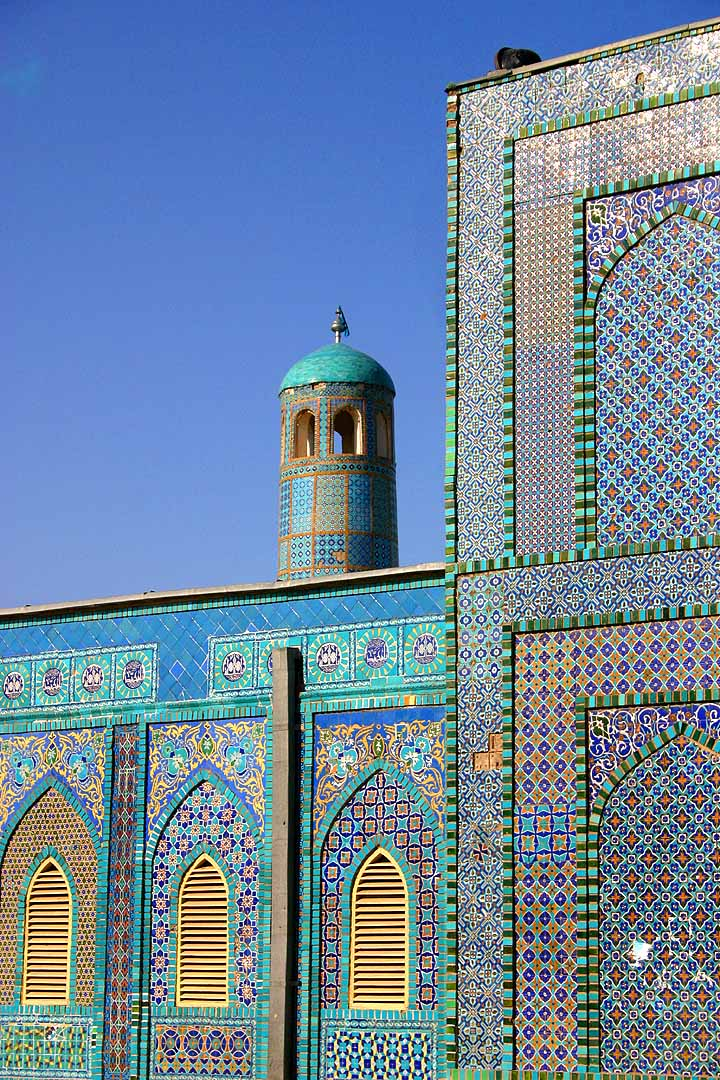
منار و دیواره
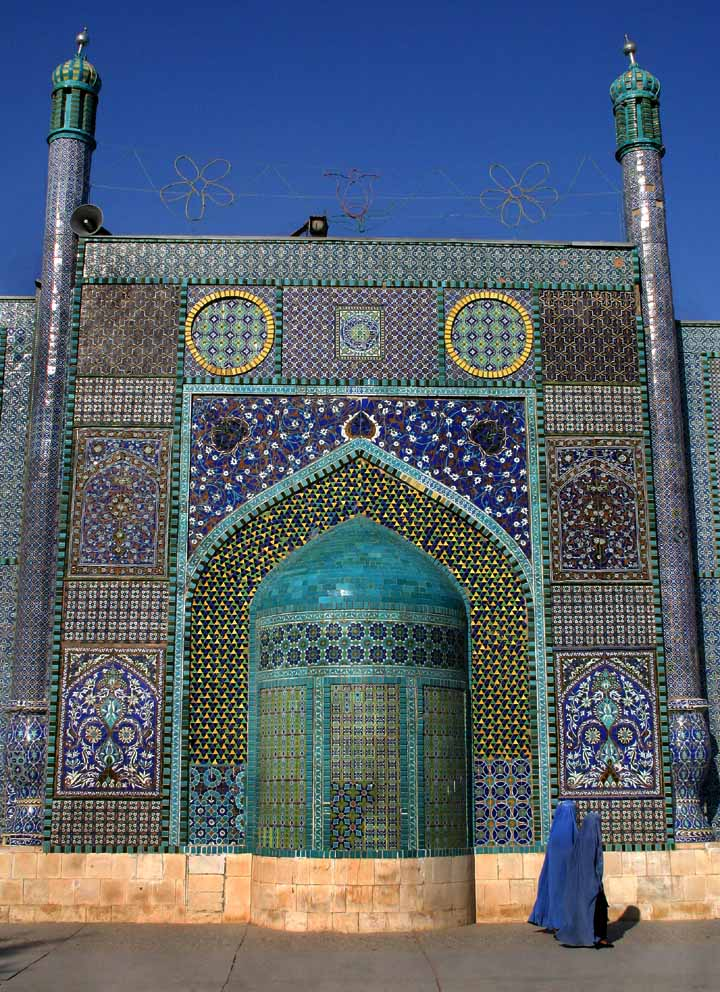